# Slag bij Vicus Helena
De Slag bij Vicus Helena was een veldslag tussen het West-Romeinse leger onder bevel van magister militum Aetius en de Franken, geleid door koning Chlodio. De slag werd gewonnen door de Romeinen.  De slag wordt vermeld in een klein aantal laat-Romeinse en vroegmiddeleeuwse bronnen en zou in of rond het jaar 448 zich hebben afgespeeld bij de niet-geïdentificeerde plaats Vicus Helena ergens in de Civitas Atrebatium in de provincie Belgica Secunda, tegenwoordig de streek Artesië (Frans: Artois).

## Reconstructie

### Context
De Franken plunderden regelmatig steden en dorpen binnen het West-Romeinse Rijk en ergens tussen 445 en 450 veroverden de Franken onder leiding van Chlodio de steden Turnacum (heden Doornik) en Cameracum (heden Kamerijk/Cambrai), die vervolgens Chlodio's machtscentra werden. De inname van Cameracum moet na 443 zijn gebeurd, want Gregorius van Tours vermeldt dat de Bourgonden zich al hadden gevestigd ten oosten van de rivier de Rhône. Vervolgens breidden de Franken hun gebied verder uit tot de rivier de Somme. Rond 448 werd de stad Nemetocenna (heden Atrecht/Arras) waarschijnlijk ook door de Franken geplunderd.

### Veldslag
De Romeinse generaal Majorianus, die in 457 de West-Romeinse keizer zou worden, had naar verluidt in 448 een opstand van de bagaudae in Armorica onderdrukt en daarna Turonum (heden Tours) met succes hebben verdedigd tegen een belegering. 'Kort daarna', volgens Sidonius Apollinaris, werden de  Franken onder aanvoering van 'Cloio' (Chlodio), die een bruiloft hielden in de buurt van Vicus Helena, door de Romeinen overvallen. Aetius leidde de operatie terwijl Majorianus met de cavalerie vocht. De Romeinen behaalden de overwinning.
Ondanks de overwinning bleef het gebied van het huidige België en Noord-Frankrijk tot aan de Somme in bezit van Chlodio. Vermoedelijk lieten de Romeinen Chlodio deze gebieden behouden, in ruil voor een bondgenootschap.

## Locatie en datum
Eeuwenlang hebben geleerden tevergeefs geprobeerd om de locatie van Vicus Helena te achterhalen, noch hebben ze een precieze datum voor de veldslag kunnen bepalen. In Decline and Fall Deel VI (1789) verklaarde Edward Gibbon dat 'zowel de naam als de plaats door moderne geografen is ontdekt als Lens'. In een artikel in de Magasin encyclopédique in 1797 beweerde Guilmot het te hebben gevonden als het dorp Évin op de weg tussen Doornik en Arras. Alexandre-Joseph-Hidulphe Vincent publiceerde een essay in 1840 waarin hij betoogde dat noch Lens noch Hesdin (twee populaire kandidaten in zijn tijd) plausibel was, maar dat Allaines bij de Mont Saint-Quentin en het stadje Péronne het verloren Vicus Helena moest zijn. Hubert le Bourdellès (1984) suggereerde de Sint-Amandsabdij, die oorspronkelijk Elnon(e) genoemd werd. Tony Jaques (2007) koos voor Hélesmes in het jaar 431. De Boone (1954) verbond Sidonius' verwijzing naar een bevroren Loire met de uitzonderlijk strenge winter van 442–3 genoemd in de Annalen van Marcellinus Comes, maar Lanting & van der Plicht (2010) verwierpen dit omdat Marcellinus geen strenge winter in Gallië vermeldde en zich hoofdzakelijk richtte op het Oost-Romeinse Rijk; in plaats daarvan richtten zij zich op de militaire carrière van Majorianus (Sidonius noemde hem in 458 nog steeds een iuvenis oftewel 'jonge man', terwijl hij de actieve militaire dienst reeds voor 454 had verlaten, hetgeen wijst op een geboorte rond 420), concluderende dat 445–450 de meest waarschijnlijke periode voor het gevecht was. Dierkens & Périn (2003) merkten op dat Majorianus vlak voor de Slag bij Vicus Helena de bagaudae had verslagen en Tours bevrijd; ze dateerden de laatste twee gebeurtenissen (en daarmee Vicus Helena ook) in 448 en steunden de Hélesmes-hypothese. Alexander O'Hara (2018) suggereerde 'rondom 448' op 'een ongeïdentificeerde plaats in Artesië' en stelde dat de veldslag verband zou kunnen houden met de verwoesting van Arras rond dezelfde tijd, hoewel het onbekend is of Arras door Hunnen of Franken werd geplunderd. Sylvänne (2020) plaatst het gevecht daarentegen in 445 en geeft als onderbouwing dat Aetius zijn overwinningen op de Franken vierde door munten uit te geven die in 445/446 in de munt van Trier werden geslagen. Bovendien was hij op 1 januari 446 in Rome om zijn derde consulaat te vieren. 
Oorlogen van de Romeinse Republiek
· Romeins-Etruskische Oorlogen
· Romeins-Aequische Oorlogen
· Latijnse Oorlog
· Romeins-Hernicische Oorlogen
· Romeins-Volscische Oorlogen
· Samnitische oorlogen (Eerste, Tweede, Derde)
· Pyrrhische Oorlog
· Punische oorlogen (Eerste, Tweede, Derde)
· Illyrische Oorlogen (Eerste, Tweede, Derde)
· Macedonische Oorlogen (Eerste, Tweede, Derde, Vierde)
· Romeins-Seleucidische Oorlog
· Aetolische Oorlog
· Galatische Oorlog
· Romeinse Verovering van Hispania (Eerste Celtiberische Oorlog, Lusitanische Oorlog, Numantische Oorlog, Sertorische Oorlog, Cantabrische Oorlogen)
· Achaeïsche Oorlog
· Oorlog tegen Jugurtha
· Cimbrische Oorlog
· Servilische Oorlogen (Eerste, Tweede, Derde)
· Bondgenotenoorlog
· Sulla's Burgeroorlogen (Eerste, Tweede)
· Mithridatische oorlogen (Eerste, Tweede, Derde)
· Gallische Oorlog
· Romeinse expedities naar Britannia
· Burgeroorlog tussen Pompeius en Caesar
· Einde van de Republiek (Slag bij Mutina, Burgeroorlog tegen Brutus en Cassius, Siciliaanse Opstand, Perusiaanse Oorlog, Burgeroorlog tussen Antonius en Octavianus)
Oorlogen van het Romeinse Keizerrijk
· Germaanse Oorlogen (Teutoburgerwoud, Marcomannenoorlog, Alemannische Oorlogen, Gotische Oorlog, Visigotische Oorlogen)
· Romeinse verovering van Britannia
· Boudicca
· Armenische Oorlog
· Vierkeizerjaar
· Joodse Oorlog
· Romeins-Parthische Oorlog
· Romeins-Perzische oorlogen
· Burgeroorlogen van de derde eeuw
. Gotische oorlog (376-382)
. Gotische opstand van Alarik I
. Gildonische opstand
. Gotische oorlog (402-403)
. Pictische oorlog van Stilicho
. Oorlog van Heraclianus
. Oorlog van Radegaisus
. Rijnoversteek
. Romeinse Burgeroorlog 427-429
· Val van het West-Romeinse Rijk